# Герб Різдвян (Тернопільський район)
Герб Різдвян — символ села Різдвяни (Тернопільський район). Затверджений 4 квітня 2008 року рішенням сесії сільської ради. Герб є промовистим.
Автор проєкту — А. Гречило.

## Опис
У синьому полі золота 8-променева зірка, під нею три такі ж корони, дві над одною.

## Зміст
Символи вказують на назву села: 8-променева зірка означає Вифлеємську зорю і символізує Різдво, а три корони — трьох царів, які несли Ісусу дари.